# Louise Holmer

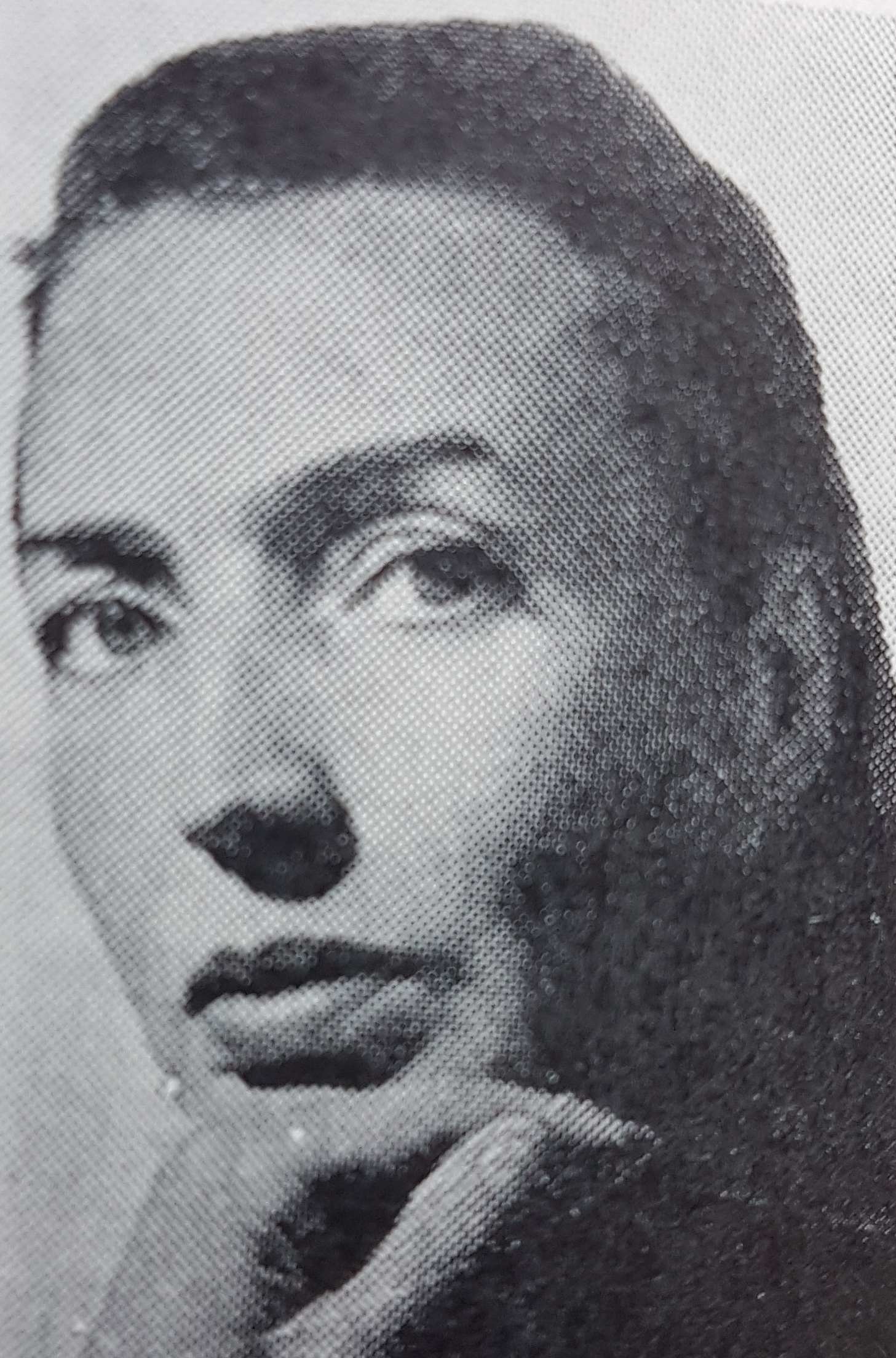
Louise Holmer

Ebba Louise Holmer, född 17 november 1903 i Helsingborg, död 26 april 1972 i Landskrona, var en svensk målare.
Hon var dotter till järnvägstjänstemannen Erik Reenstierna och Hildegard Malmqvist samt från 1928 gift med kamreren Esaias Holmer. Hon började studera konst 1928 för Georg Hansen som följdes av studier för Börje Hedlund vid Grünewalds målarskola 1945-1948 samt för Pierre Olofsson vid Académie Libre Stockholm. Separat ställde hon ut på Stenmans konstsalong 1951, Modern konst i hemmiljö i Stockholm 1956 samt i Södertälje, Ljungby, Vallins konsthall i Örebro, Gävle museum och på Karlskoga konsthall. Hennes konst består av figurskildringar, nakenstudier, figurer och stilleben.